# 페트라과일박쥐
페트라과일박쥐(Lissonycteris petraea)는 큰박쥐과에 속하는 박쥐의 일종이다. 에티오피아의 토착종이다. 자연 서식지는 아열대 또는 열대 기후 지역의 습윤 산림과 동굴이다. 서식지 감소로 멸종 위협을 받고 있다.